# Raivo Seppo
Raivo Seppo (Tallinn, 29 janvier 1973) est un écrivain estonien.

## Ouvrages
Romancier en style ironique, ses thèmes se varient des historiques jusqu'au grotesque. Ses romans Pöörane Villemiine (2003), mis au faubourg de Tallinn en 1902, et Fredegunde, Neustria kuninganna (2006) de l'époque mérovingienne ont été accueillis par des acclamations considérables. Il a publié aussi trois livres sur prénoms. Il est membre de la Société généalogique estonienne.
- Eesti nimeraamat (Livre des prénoms estoniens, 1994)
- Hüatsintsõrmus (Bague hyacinthe, 1995)
- Ahvatluste oaas (L'oasis des tentations, 2002)
- Nimed ja nimepäevad (Noms et fêtes onomastiques, 2002)
- Pöörane Villemiine (Willemine insensée, 2003)
- Kuupaiste tütar (La fille du clair de lune, 2005)
- Fredegunde, Neustria kuninganna (Frédégonde, reine de la Neustrie, 2006)
- Elavad nimed (Noms vivants, 2008)
- Öörahvas (La nation de la nuit, 2009)
- Kümme patust (Les dix pécheurs, 2009)
- Köiest läbi käinud (Passé par la corde, 2009)
- Paradiisia Vabariigi hiilgus ja... (République de Paradisie, son éclat et..., 2010)
- Äikeserannik (La côte d'orage, 2011)